# Chlosyne browni
Chlosyne browni är en fjärilsart som beskrevs av Bauer 1961. Chlosyne browni ingår i släktet Chlosyne och familjen praktfjärilar. Inga underarter finns listade i Catalogue of Life.